# 池上総合病院
医療法人社団　松和会　池上総合病院（いりょうほうじんしゃだん　しょうわかい　 いけがみそうごうびょういん）は、東京都大田区池上6丁目にある病院である。東京都指定二次救急医療機関でもある。

## 診療科目
- 総合内科
- 循環器内科
- 呼吸器内科
- 脳神経内科
- 腎臓内科
- 消化器内科
- 膠原病・リウマチ内科
- 糖尿病・内分泌内科
- 外科
- 整形外科
- 脳神経外科
- 心臓血管外科
- 呼吸器外科
- 乳腺外科
- 泌尿器科
- 眼科
- 皮膚科
- 歯科口腔外科
- 麻酔科
- 救急科
- 放射線科
- 病理診断科
- リハビリテーション科
- 集中治療科
- 健診センター

## 専門外来
- 再生医療外来（膝関節軟骨損傷に対する自己軟骨細胞シート移植）
- 弁膜症外来
- 糖尿病と眼の外来
- 微小血管狭心症・冠微小循環障害（CMD）外来
- 禁煙外来
- 甲状腺外来
- リウマチ膠原病外来
- 腹膜透析外来
- 腎臓内科外来
- 乳腺外科外来
- 大動脈瘤外来
- 認知症（物忘れ）外来
- 下肢静脈瘤外来
- 肩・スポーツ・上/下肢専門外来
- ギプス外来
- ストーマ外来
- 足の看護外来
- セカンドオピニオン外来
- 頭痛外来
- 赤ちゃんの頭のかたち外来
- 不整脈外来
- そけい部ヘルニア外来

## センター
- 消化器センター
- 心臓血管センター
- 脳卒中・神経センター
- 大動脈センター
- 下肢静脈瘤センター
- 低侵襲医療センター
- バスキュラーアクセスセンター
- 口腔感染センター

## 医療機関の指定等
- 保険医療機関
- 救急告示医療機関
- 休日・全夜間診療事業実施医療機関（内科系・外科系）
- 労災保険指定医療機関
- 指定自立支援医療機関（更生医療・育成医療）
- 身体障害者福祉法指定医の配置されている医療機関
- 生活保護法指定医療機関
- 戦傷病者特別援護法指定医療機関
- 原子爆弾被害者一般疾病医療取扱医療機関
- 公害医療機関
- 臨床研修指定病院（協力型）
- 特定疾患治療研究事業委託医療機関
- 歯科基幹型臨床研修病院
- 災害拠点連携病院

## 交通アクセス
- 東急池上線池上駅下車徒歩1分。
- 東急バス池上駅より徒歩1分。